# オーストリア海外奉仕
オーストリア海外奉仕（オーストリアかいがいほうし）は、12か月の徴兵の代替として認められた外国で行われている社会奉仕である。オーストリア海外奉仕者は、ホロコースト継承奉仕、社会奉仕と平和奉仕の3つの分野から選ぶ事が出来る。
政治学者のアンドレアス・マイスリンガー博士は、ドイツの「贖罪の印活動・平和奉仕」という組織のこの徴兵代替制度を倣って、オーストリア海外奉仕協会を設立した。1992年9月1日に初めてのオーストリア徴兵代替海外奉仕者は、アウシュヴィッツ＝ビルケナウ資料館でホロコースト継承奉仕に着任した。

## オーストリアホロコースト継承奉仕
オーストリアホロコースト継承奉仕は、ドイツ帝国の民族社会主義の犠牲者を主題にした活動である。オーストリアホロコースト継承奉仕者が活動する所は、ユダヤ人大虐殺をテーマにした組織、資料館、研究所等である。例えばロサンゼルスにあるシーモン・ヴィーゼンタール・センター（Simon Wiesenthal Center）や、エルサレムにあるヤド・ヴァシェム（Yad Vashem）である。

## オーストリア社会奉仕
オーストリア社会奉仕は、貧困な国の経済や社会的な発展の為の支援活動である。浮浪児の支援や発展途上国の上水道を改善、充実する活動等がある。

## オーストリア平和奉仕
平和奉仕は差別の撤廃を望み、衝突を防ぐ平和推進活動である。平和奉仕活動はイスラエルにある非政府組織、日本にある広島平和文化センターでの活動等である。

## 資金
オーストリア共和国は、オーストリア海外奉仕者を斡旋する目的で、海外奉仕協会を維持する為の組織に毎年決まった予算を出している。それぞれの海外奉仕者が給される合計総額は1万ユーロだという計算をされている。資力不足により全ての希望者は海外奉仕することが出来ない。

## 年間優秀海外奉仕者選挙
2005年から、毎年オーストリア海外奉仕協会の幹部によって徴兵代替海外奉仕者の中の一人は「年間優秀海外奉仕者」として選ばれている。
2005年　アンドレアス・ダニエル・マット博士